# Ugovec
Ugovec este o localitate din comuna Oplotnica, Slovenia, cu o populație de 130 de locuitori.